# Giáo hoàng Biển Đức VII
Biển Đức VII (Latinh: Benedictus VII ) là vị giáo hoàng thứ 135 của Giáo hội Công giáo.
Sau khi Giáo hoàng Biển Đức VI bị giới quý tộc Ý bắt, cầm tù và đưa lên một ngụy Giáo hoàng là Bonifacius VII, Biển Đức VII được đưa lên làm Giáo hoàng.
Theo niên giám Tòa Thánh năm 1806 thì ông đắc cử Giáo hoàng năm 975 và ở ngôi Giáo hoàng trong 8 năm vài tháng. Niên giám Tòa thánh năm 2003 xác định triều đại của ông bắt đầu vào tháng 10 năm 974 và kết thúc vào ngày 10 tháng 7 năm 983.
Giáo hoàng này sinh tại Rôma, người Ý trong gia đình bá tước Tuscolo, tuy nhiên ông là người ủng hộ Đức. Ông là Giám mục của giáo phận Sutri và được chọn làm Giáo hoàng, lấy danh hiệu Biển Đức VII năm 974. Ông bị tướng Crescentius uy hiếp. Khi Otto II lên ngôi thì giải thể ngay ngụy Giáo hoàng Bonifatius VII và vị này phải chạy trốn qua Đông Phương ẩn náu. Tài liệu khác nói rằng, Bonifacius VII bị giết tại Roma.
Otto II băng hà ở tuổi mới vừa 28 và con trai nhỏ là Otto III lên kế vị. Đó là một cơ hội cho Đảng phái chống Đức – gia đình Crescentius – gây ra những cuộc náo loạn bạo lực và chết chóc.
Là một người đầy đức hạnh, ông cố gắng đẩy lui sự đồi truỵ và ngu dốt đáng xấu hổ đã tràn ngập nước Ý và thế giới Kitô giáo. Ông chủtrương canh tân Giáo hội và thúc đẩy công việc truyền giáo. Đông thời cổ vũ sự phát triển nông nghiệp. Ông qua đời ngày 10 tháng 7 năm 983.